# Manadotaube
Die Manadotaube (Turacoena manadensis), auch Weißgesichttaube oder Weißgesicht-Kuckuckstaube genannt, ist eine Art der Taubenvögel. Sie kommt nur auf einigen südostasiatischen Inseln vor.

## Erscheinungsbild
Die Manadotaube erreicht eine Körperlänge von 42 Zentimetern. Sie entspricht damit der Größe einer Stadttaube. Sie weist jedoch einen auffallend längeren Schwanz auf. Es besteht kein Geschlechtsdimorphismus. Das Weibchen ist lediglich etwas kleiner als das Männchen.
Manadotauben haben ein weißes Gesicht und eine weiße Kehle. Das übrige Gefieder ist schiefer-schwarz. Die Flügeldecken sowie Halsseiten und Hinterhals schimmern bronzefarben. Die Iris ist hellrot. Die Füße sind grau. Von den nahe verwandten Kuckuckstauben unterscheidet sie sich durch einen weniger abgestuften Schwanz, der am Ende gerundet ist.

## Verbreitung und Verhalten
Die Manadotaube ist eine in Indonesien endemische Inselart, die auf Sulawesi und den angrenzenden Inseln Manadoma, Lembeh, Bangka, Manterawu, Togian, Muna, Butung, Peleng und Sula vorkommt. Sie ist dort eine verhältnismäßig häufige Art. Der Lebensraum der Manadotaube sind die Waldränder primärer Wälder und die daran unmittelbar angrenzende Vegetation. Sie wird gelegentlich auch auf Kulturland beobachtet. Das Nahrungsspektrum umfasst Früchte und Beeren. Bei in menschlicher Obhut gepflegten Tauben betrug die Brutzeit 18 Tage. Die Jungvögel waren nach 19 Tage flügge.

## Haltung in menschlicher Obhut
1982 wurde ein knappes Dutzend Manadotauben von Sulawesi nach Deutschland importiert. Diese sind vermutlich die ersten Tauben dieser Art, die nach Europa gebracht wurden. Die Welterstzucht gelang 1996 in Belgien.

## Etymologie und Forschungsgeschichte

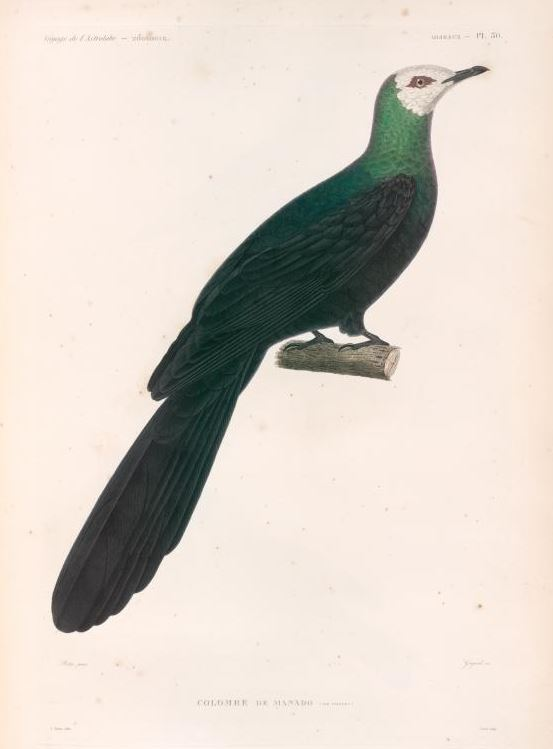
Lithographie zur Erstbeschreibung von Prêtre

Jean René Constant Quoy und Joseph Paul Gaimard beschrieben die Manadotaube unter dem Namen  Columba manadensis. Das Typusexemplar stammte aus Sulawesi bzw. wurde im niederländischen Gebiet bei Manado entdeckt. 1854 führte Charles Lucien Jules Laurent Bonaparte die neue Gattung Turacoena ein, der er die Manadotaube und die Timortaube (Turacoena modesta (Temminck, 1835)) zuordnete. Den Namen wählte er, da er eine Ähnlichkeit zu den Turakos erkannte, ein Name den die westafrikanischen Eingeborenen für den Guineaturako (Tauraco persa (Linnaeus, 1758)) verwendeten. Der zweite Teil des Namens leitet sich vom griechischen oinas, oinados, οινας, οιναδος für ‚Taube‘ ab. Der Artnamen ist auf das Entdeckungsgebiet zurückzuführen. Jean-Gabriel Prêtre (1768–1849) lieferte im zoologischen Atlas zu Voyage de la corvette l'Astrolabe schließlich die Tafel zu Erstbeschreibung.

## Belege

### Weblink
- Turacoena manadensis in der Roten Liste gefährdeter Arten der IUCN 2013.1. Eingestellt von: BirdLife International, 2012. Abgerufen am 31. Oktober 2013.
- Manadotaube (Turacoena manadensis) bei Avibase
- Manadotaube (Turacoena manadensis) auf eBird.org
- xeno-canto: Tonaufnahmen – Manadotaube (Turacoena manadensis)